# Biéville-Beuville
Biéville-Beuville és un municipi francès situat al departament de Calvados i a la regió de Normandia. L'any 2007 tenia 2.516 habitants.

## Demografia

### Població
El 2007 la població de fet de Biéville-Beuville era de 2.516 persones. Hi havia 936 famílies de les quals 158 eren unipersonals (44 homes vivint sols i 114 dones vivint soles), 354 parelles sense fills, 361 parelles amb fills i 63 famílies monoparentals amb fills.
La població ha evolucionat segons el següent gràfic:
Habitants censats

### Habitatges
El 2007 hi havia 979 habitatges, 935 eren l'habitatge principal de la família, 22 eren segones residències i 22 estaven desocupats. 933 eren cases i 46 eren apartaments. Dels 935 habitatges principals, 801 estaven ocupats pels seus propietaris, 112 estaven llogats i ocupats pels llogaters i 22 estaven cedits a títol gratuït; 3 tenien una cambra, 21 en tenien dues, 89 en tenien tres, 164 en tenien quatre i 658 en tenien cinc o més. 804 habitatges disposaven pel capbaix d'una plaça de pàrquing. A 360 habitatges hi havia un automòbil i a 527 n'hi havia dos o més.

### Piràmide de població
La piràmide de població per edats i sexe el 2009 era:
| Homes | Edats   | Dones |
| ----- | ------- | ----- |
| 0     | 95 o +  | 4     |
| 0     | 90 a 94 | 12    |
| 12    | 85 a 89 | 32    |
| 4     | 80 a 84 | 8     |
| 36    | 75 a 79 | 36    |
| 36    | 70 a 74 | 52    |
| 68    | 65 a 69 | 64    |
| 60    | 60 a 64 | 80    |
| 44    | 55 a 59 | 76    |
| 72    | 50 a 54 | 100   |
| 132   | 45 a 49 | 112   |
| 72    | 40 a 44 | 92    |
| 64    | 35 a 39 | 64    |
| 32    | 30 a 34 | 32    |
| 52    | 25 a 29 | 68    |
| 76    | 20 a 24 | 48    |
| 88    | 15 a 19 | 80    |
| 88    | 10 a 14 | 76    |
| 52    | 5 a 9   | 92    |
| 16    | 0 a 4   | 20    |

## Economia
El 2007 la població en edat de treballar era de 1.593 persones, 1.116 eren actives i 477 eren inactives. De les 1.116 persones actives 1.066 estaven ocupades (568 homes i 498 dones) i 50 estaven aturades (24 homes i 26 dones). De les 477 persones inactives 168 estaven jubilades, 213 estaven estudiant i 96 estaven classificades com a «altres inactius».

### Ingressos
El 2009 a Biéville-Beuville hi havia 946 unitats fiscals que integraven 2.570,5 persones, la mediana anual d'ingressos fiscals per persona era de 26.257 €.

### Activitats econòmiques
Dels 118 establiments que hi havia el 2007, 2 eren d'empreses extractives, 1 d'una empresa alimentària, 1 d'una empresa de fabricació de material elèctric, 4 d'empreses de fabricació d'altres productes industrials, 10 d'empreses de construcció, 39 d'empreses de comerç i reparació d'automòbils, 3 d'empreses de transport, 4 d'empreses d'hostatgeria i restauració, 4 d'empreses financeres, 10 d'empreses immobiliàries, 16 d'empreses de serveis, 18 d'entitats de l'administració pública i 6 d'empreses classificades com a «altres activitats de serveis».
Dels 22 establiments de servei als particulars que hi havia el 2009, 1 era una oficina de correu, 4 tallers de reparació d'automòbils i de material agrícola, 1 taller d'inspecció tècnica de vehicles, 2 guixaires pintors, 1 fusteria, 3 lampisteries, 2 electricistes, 2 perruqueries, 3 restaurants i 3 agències immobiliàries.
Dels 7 establiments comercials que hi havia el 2009, 1 era una botiga de més de 120 m², 2 fleques, 1 una fleca, 1 una peixateria, 1 una botiga de mobles i 1 una joieria.
L'any 2000 a Biéville-Beuville hi havia 11 explotacions agrícoles.

## Equipaments sanitaris i escolars
L'únic equipament sanitari que hi havia el 2009 era una farmàcia.
El 2009 hi havia 1 escola maternal i 1 escola elemental.

## Poblacions més properes
El següent diagrama mostra les poblacions més properes.